# Mary Phillips
Pour les articles homonymes, voir Phillips.
Pour la comédienne, voir Mary Philips.
Mary Elizabeth Phillips (15 juillet 1880 - 21 juin 1969) est une suffragette, féministe et socialiste britannique.

## Biographie
Mary Elizabeth Phillips est née à St. Mary Bourne, Hampshire, fille de William Fleming Phillips et Louisa Elizabeth (Simms) Phillips. Son père est médecin à Glasgow.
Phillips est encouragée par son père à faire campagne pour le droit de vote des femmes et, en 1904, elle est salariée de la Glasgow and West of Scotland Association for Women's Suffrage. Elle rejoint la Women's Social and Political Union, plus radicale, en 1907 et crée une branche de l'Union à Glasgow. Elle publie des articles dans le journal du Parti travailliste indépendant à Glasgow, Forward et participe aux campagnes d'Helen Fraser à East Fife.
Elle participe à des tournées de visites dans l'ouest de l'Angleterre, avec Annie Kenney, Elsie Howey, Gladice Keevil, Clara Codd et prend la parole lors d'une réunion organisée à Plymouth en novembre 1908 avec Annie Kenney et Mary Blathwayt.
Elle est condamnée à six semaines de détention à la prison de Holloway en mars 1908, après une manifestation devant la Chambre des communes. Elle est l'une des douze femmes, avec Emmeline Pankhurst, Emmeline Pethick-Lawrence, Jessie Stephenson, Florence Haig, Maud Joachim qui tentent d'aborder le Premier ministre le 30 juin 1908, ce qui provoque son arrestation et une nouvelle peine de trois mois de détention,. Une carte postale d'une suffragette arrêtée par la police représenterait Phillips.
Elle est accueillie à sa sortie de prison par Flora Drummond, des cornemuses et un groupe de suffragettes qui ont revêtu une écharpe en tartan, avec une affiche indiquant « Ye Mauna Tramp on the Scotch Thistle Laddie ». Les suffragettes écossaises présentes ont comparé leur lutte à celles de William Wallace.

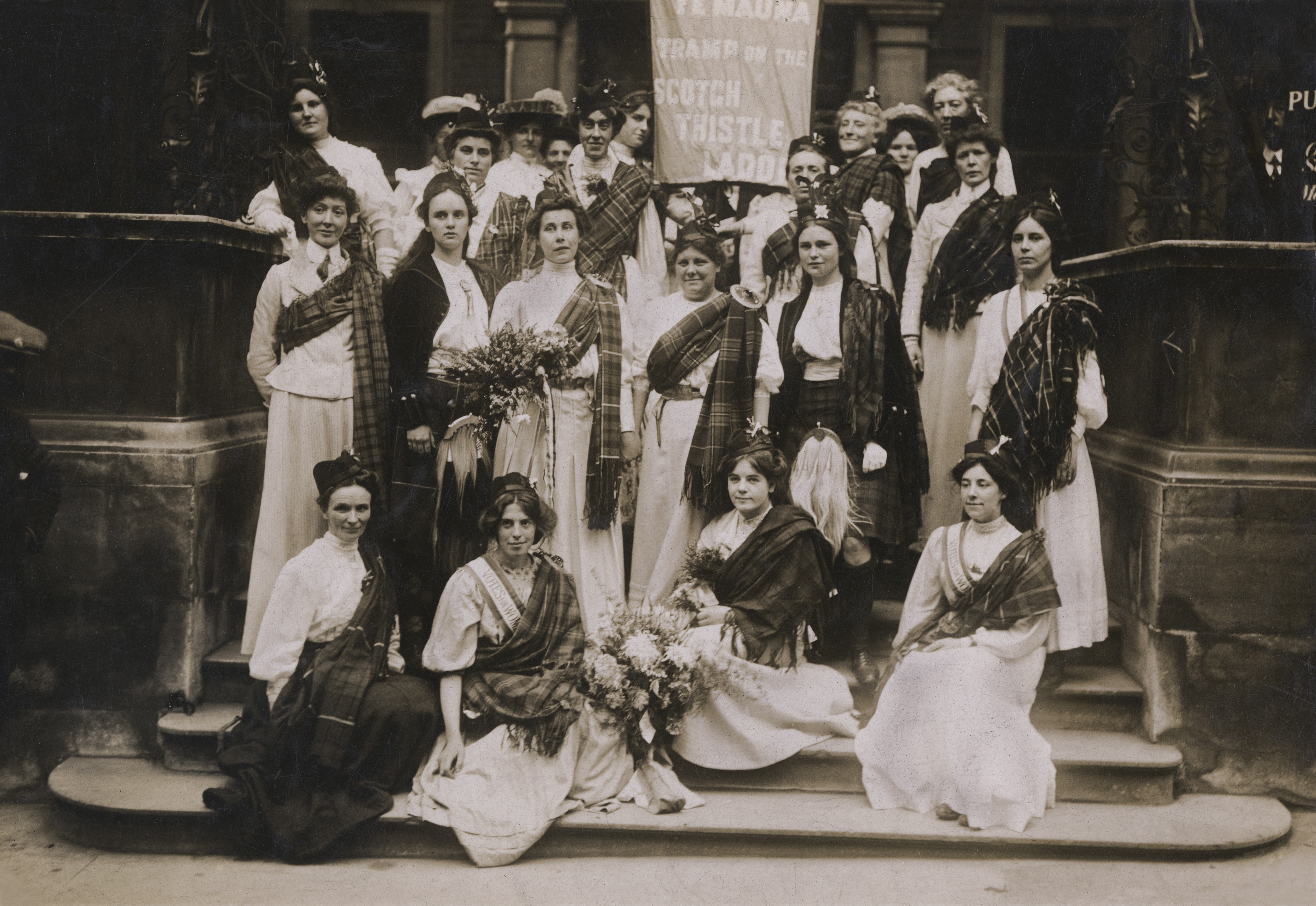
Mary Phillips (3e depuis la gauche) accueillie par des suffragettes portant des écharpes en tartan et une pancarte " Ye Mauna Tramp on the Scotch Thistle Laddie"

Phillips écrit sur la chaussée à la craie à Lambeth, avec Charlotte Marsh. Elle participe aux campagnes suffragistes de janvier 1909 à Newcastle, puis dans le sud de l'Angleterre, en Cornouailles et dans le Devon. Elle est dans le comité d'accueil d'Emmeline Pethick-Lawrence lorsque celle-ci est libérée en avril 1909, avec les Pankhurst, Jessie Kenney et Annie Kenney, Vera Wentworth, Minnie Baldock et Mary Gawthorpe. À cette occasion, un déjeuner réunit 500 suffragettes au Criterion, à Picadilly Circus. Elle est à nouveau arrêtée en 1909 avec Vera Wentworth et Elsie Howie pour son intrusion dans une réunion à Exeter où Lord Carrington, ministre de l'Agriculture de la Pêche, intervient, et condamnée à sept jours d'emprisonnement. Elle mène une grève de la faim et est libérée après quatre jours dans un état de santé considéré comme dangereux, notamment des évanouissements. À cette occasion, Emmeline Pankhurst lui écrit : « ma chère fille, prenez soin de vous et faites tout ce qui est en votre pouvoir pour retrouver votre santé et vos forces ». Elle intervient lors de la cérémonie de remise de diplômes à deux ministres à Liverpool.

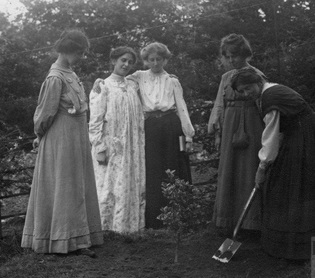
Millicent Browne plantant un arbre à Eagle House (« Suffragette's Rest ») avec Mary Phillips, Vera Wentworth, Elsie Howey et Annie Kenney

Phillips participe à la rencontre à Eagle House, domicile de Mary Blathwayt à Batheaston, connu sous le nom de « Suffragette's Rest ». Les suffragettes étaient invitées à planter un arbre et Phiilips a planté un épicéa bleu,.
Elle reçoit la Hunger Strike Medal, décernée « pour la vaillance » par la WSPU.
Elle travaille comme organisatrice de l'Union à Liverpool et Bradford de 1910 à 1912.
Elle est relevée de ses fonctions en 1913, par Christabel Pankhurst,, et elle cherche un emploi en passant une annonce dans le magazine The Suffragette. Elle s'installe dans l'East End de Londres, à Canning Town, et travaille avec Nora Smyth pour la East London Federation of Suffragettes, avec Sylvia Pankhurst, James Keir Hardie, Julia Scurr, Millie Lansbury, Eveline Haverfield, Nellie Cressall et George Lansbury. Phillips continue à promouvoir le socialisme et écrit dans l'hebdomadaireWomen's Dreadnought. Elle travaille à plein temps comme organisatrice de la fédération, en collaboration avec Rosa May Billinghurst. En 1916, elle travaille pour la New Constitutional Society for Women's Suffrage.
Phillips travaille pour les United Suffragists de 1915 à 1916 et pour la Ligue internationale des femmes pour la paix et la liberté et Save the Children. Elle est rédactrice pour le Council of Social Work, et rejoint le Suffragette Fellowship et le Six Point Group. Dans un entretien en 1955, elle déplore la façon dont les femmes ont dû agir, secrètement, pour obtenir le droit de vote mais est satisfaite d'y avoir pris part.
Mary Phillips meurt à Hove dans le Sussex le 21 juin 1969.